# Eubazus vitripennis
Eubazus vitripennis är en stekelart som först beskrevs av Herrich-Schäffer 1838.  Eubazus vitripennis ingår i släktet Eubazus och familjen bracksteklar. Inga underarter finns listade i Catalogue of Life.